# 豊明花き
豊明花き株式会社（とよあけかき、英: Toyoake Kaki Co., Ltd. ）は、愛知県豊明市に本社を置く花きの卸売業者。

## 概要
1996年（平成8年）3月、日本観葉植物株式会社、日本洋蘭株式会社、株式会社福花園植物流通センターの3社合併により誕生した花きの卸売会社である。前身は日本観葉植物株式会社。
アジア最大、世界第5位の鉢物卸売市場「愛知豊明花き地方卸売市場」を運営する愛知豊明花き流通協同組合の1社である。
2007年（平成19年）7月、株式会社フラワーオークションジャパンおよび株式会社JFPと業務提携しJFI（ジャパン・フローラル・インダストリー）グループを形成している。

## 沿革
- 1959年4月 - 「日本観葉植物株式会社」が設立[3]。
- 1962年9月 - 日本洋蘭株式会社を設立[3]。
- 1993年6月 - 株式会社福花園花き地方卸売市場松原営業所を株式会社福花園植物流通センターとして分社化[3]。
- 1993年7月 - 日本観葉植物株式会社、日本洋蘭株式会社、株式会社福花園植物流通センター、日本植物運輸株式会社、株式会社アラキの5社で愛知豊明花き流通協同組合を設立[3]。
- 1996年3月 - 日本観葉植物株式会社、日本洋蘭株式会社、株式会社福花園植物流通センターの3社が合併。「豊明花き株式会社」を設立[3]。
- 2007年7月 - 株式会社フラワーオークションジャパンと業務提携[3]。
- 2009年4月1日 - 株式会社トヨアケアグリ（現在の豊明花き資材種苗課）を吸収合併[4]。
- 2012年9月 - 子会社の株式会社JFPから切花事業を譲受[3][5]。

## 事業所
- 本社（愛知県豊明市）
- 渥美物流センター（愛知県田原市）

## 関連会社
- 株式会社ニッカン資材
- JFIロイヤリティ株式会社
- 豊明物流株式会社

## 愛知豊明花き流通協同組合
愛知豊明花き地方卸売市場の運営組織。下記の3社で構成されている。その他関連会社としてJFIロイヤリティ株式会社と豊明物流株式会社がある。
- 豊明花き株式会社
- 日本植物輸送株式会社
- 豊明物流株式会社

## JFIグループ
下記の企業で構成する日本最大の花き卸売グループ。
- 豊明花き株式会社株式会社
- 株式会社フラワーオークションジャパン
- 豊明物流株式会社
- 株式会社市川フラワーオークションジャパン
- JFIロイヤリティ株式会社
- 株式会社ニッカン資材
- 日本植物輸送株式会社
- 株式会社フラワーウイン
- JFIソリューション株式会社
- JFIプラス株式会社